# Coude
Pour les articles homonymes, voir Coude (homonymie).
Le coude est le segment du membre supérieur situé entre la bras et l'avant-bras. C'est la zone de flexion - extension de l'avant-bras sur le bras.
Le terme coude peut désigner la région cubitale anatomique en tant que telle ou désigner le système articulaire du coude.
La région est divisée en deux parties : 
- une région cubitale postérieure,
- une région cubitale antérieure formant le pli du coude ou fosse cubitale.

## Structure
L'articulation du coude est composée de trois parties distinctes, englobée d'une capsule articulaire qui leur est commune. Il permet l'articulations entre les trois os du coude: l'humérus, le radius et l'ulna.